# Tertre de la Gloire

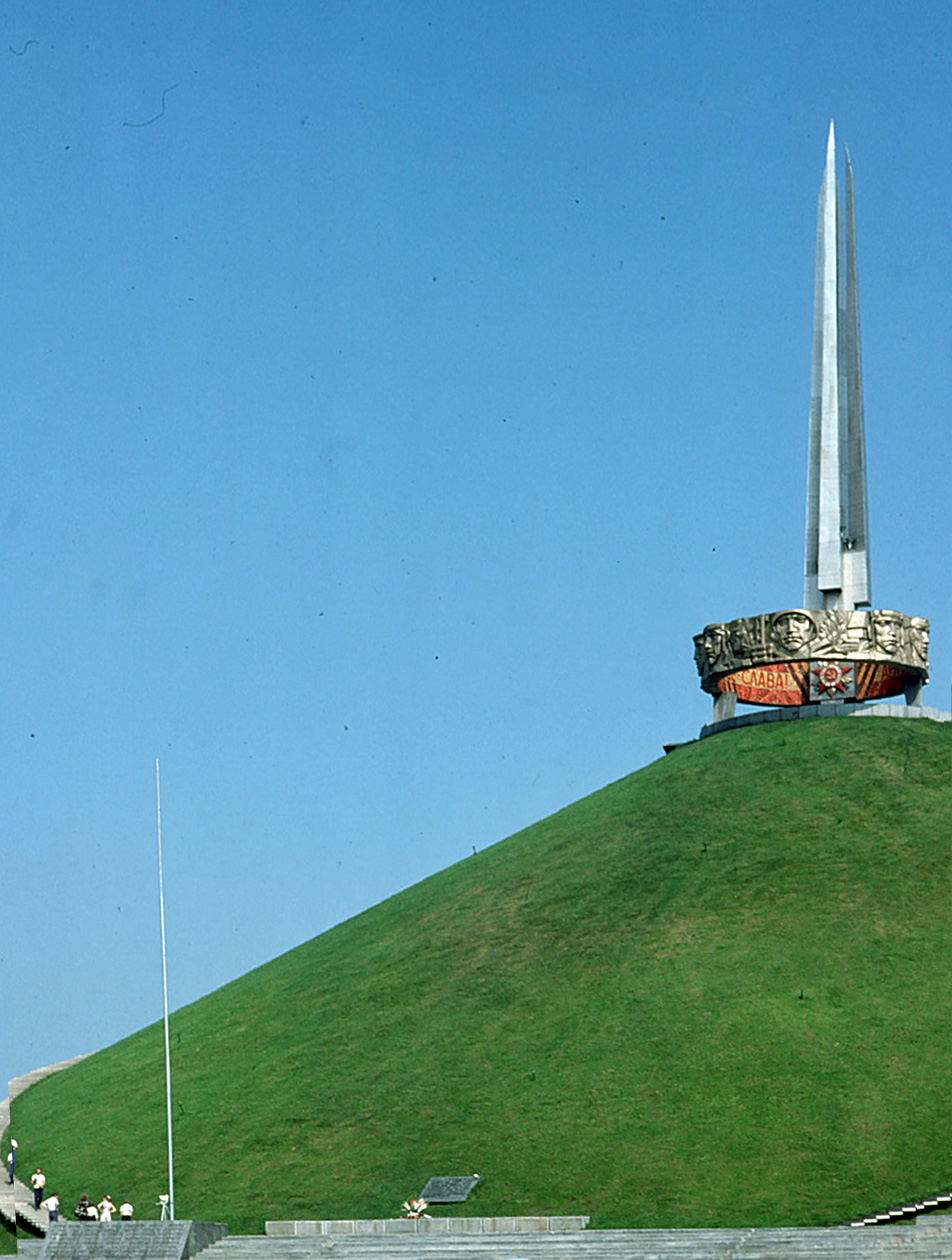
Vue d'ensemble du monument en juin 1977

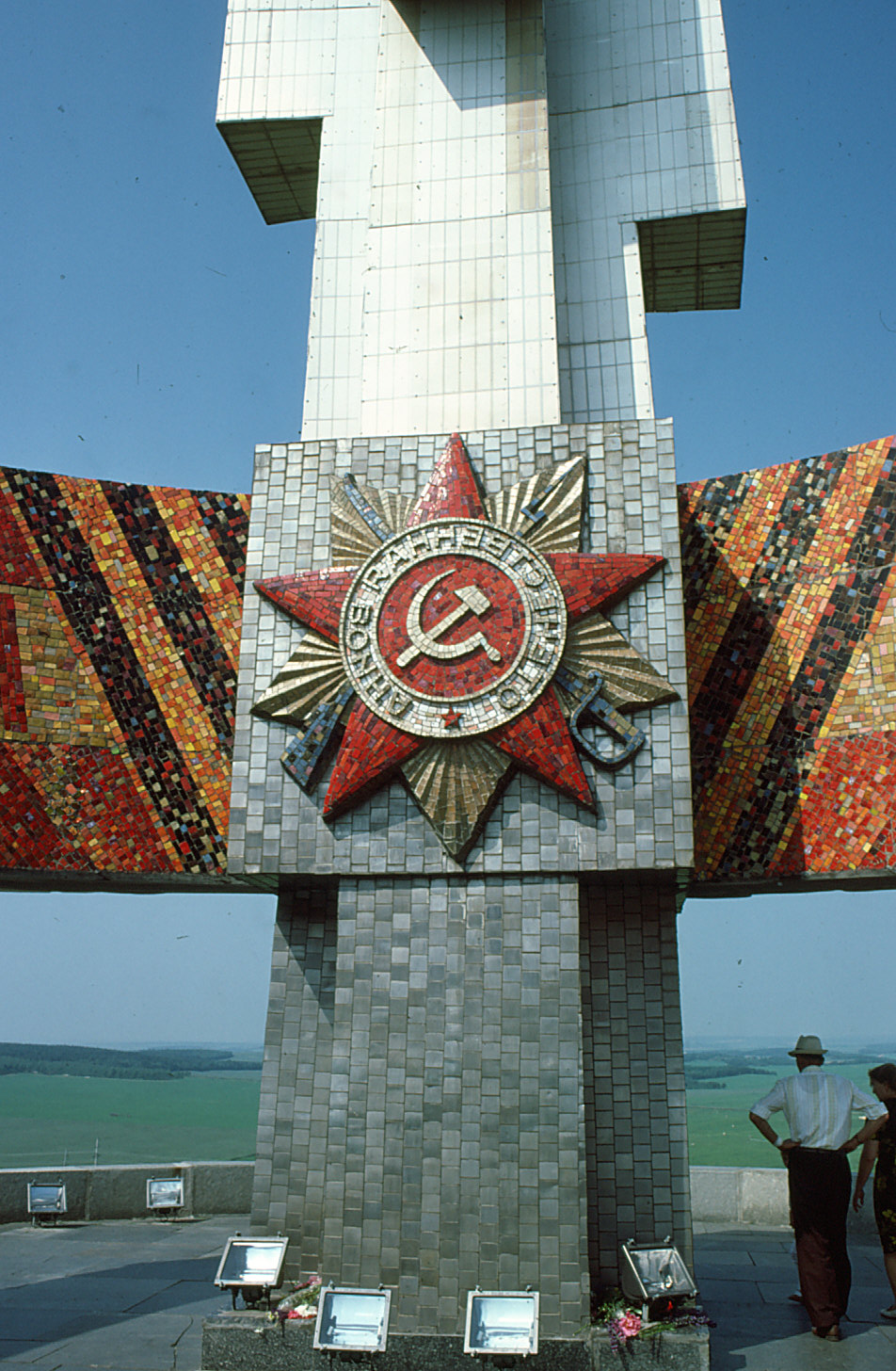
Intérieur de l'anneau et base des flèches en 1977

Le tertre de la gloire (biélorusse : Курган Славы) est un mémorial rendant hommage aux soldats de l'armée rouge et aux partisans soviétiques tombés lors de la campagne de Biélorussie, en 1944. 
Situé à une vingtaine de kilomètres de Minsk, il est accessible depuis l'autoroute Minsk-Moscou.

## Description
Ce monument commémoratif original prend la forme d'un tertre (colline artificielle) servant d'assise à une sculpture en béton composée d'une base en forme d'anneau et d'un quadruple obélisque haut de 70 mètres, représentation symbolique de quatre baïonnettes correspondant aux quatre fronts ouverts contre les troupes nazies sur le sol biélorusse. 
Si la partie supérieure de l'édifice, marquée par l'absence volontaire de toute ornementation, s'apparente au brutalisme en vogue dans les années 1960, la partie inférieure est au contraire tout entière recouverte de bas-reliefs représentant les visages de soldats, tankistes, aviateurs, partisans et travailleurs, dans la plus pure tradition du réalisme socialiste. 
Œuvre de Oleg Stakhovitch et de Andreï Bembel, le monument est inauguré en 1969 à l'occasion des 25 ans de la libération de la Biélorussie. Une plate-forme d'observation est aménagée au sommet du tertre, permettant une vue panoramique sur l'ancien champ de bataille. On y accède par une rampe d'accès de 241 marches.

## Histoire
Le tertre de la gloire a été aménagé sur les lieux mêmes d'une des grandes opérations militaires soviétique de la Seconde Guerre mondiale. Connue sous le nom de code d'opération Bagration, elle vise à anéantir définitivement toute présence allemande sur le sol biélorusse. L'offensive, menée par les Ier, IIe et IIIe fronts de Biélorussie ainsi que par le Ier front de la Baltique, en coordination avec les partisans, parvient à faire reculer rapidement les troupes allemandes du groupe d'armées Centre, qui abandonnent les villes de Vitebsk, Orcha et Baryssaw en l'espace de quelques jours. Sous la pression des armées soviétiques, la ville de Minsk est libérée dans la journée du 3 juillet 1944, au prix d'âpres combats.

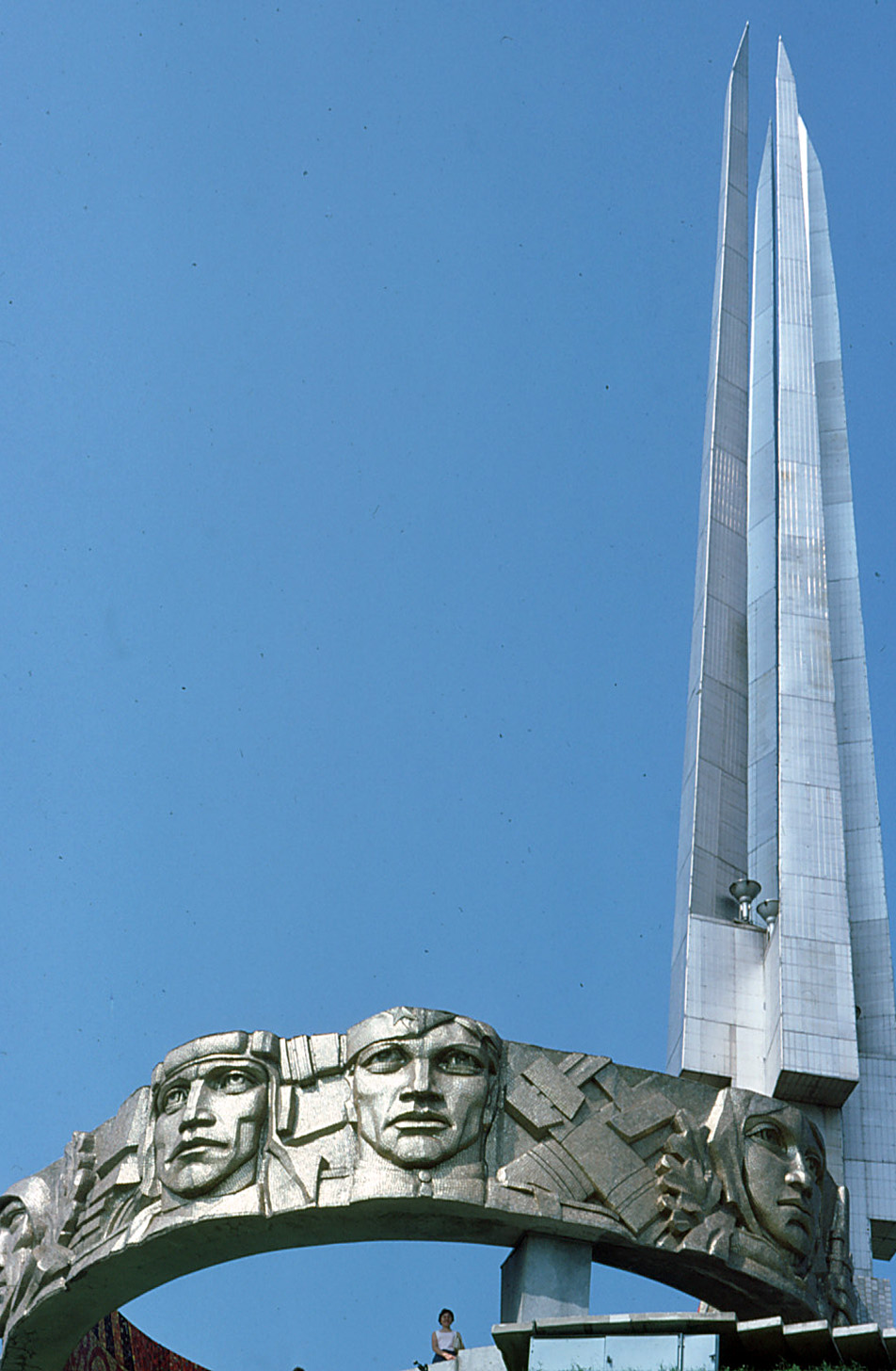
Les obélisques et l'anneau en 1977 - Diapositive scannée